# The Karate Kid (serie animata)
The Karate Kid è una serie televisiva a cartoni animati, prodotta nel 1989 da DiC Entertainment, Saban Entertainment e Columbia Pictures Entertainment, composta da 13 episodi, e parte del media franchise dello stesso nome.

## Personaggi e doppiatori
| Personaggio       | Doppiatore originale |
| ----------------- | -------------------- |
| Daniel LaRusso    | Joey Dedio           |
| Sig. Miyagi       | Robert Ito           |
| Taki Tamurai      | John Kassir          |
| Boom-Boom Burmese | Larry Kenne          |

## Episodi
1. Avventura in Amazzonia ("My Brother's Keeper")
2. La grande vittoria ("The Greatest Victory")
3. Ritorno a casa ("The Homecoming")
4. L'uomo del domani ("The Tomorrow Man")
5. ("All the World His Stage")
6. ("The Paper Hero")
7. ("Over the Rainbow")
8. ("The Return of the Shrine")
9. ("Walkabout")
10. ("East Meets West")
11. ("The Hunt")
12. ("The Gray Ghosts")
13. ("A Little World of His Own")